# Cyperus capitatus
Cyperus capitatus là một loài thực vật có hoa trong họ Cói. Loài này được Vand. mô tả khoa học đầu tiên năm 1771.

## Hình ảnh

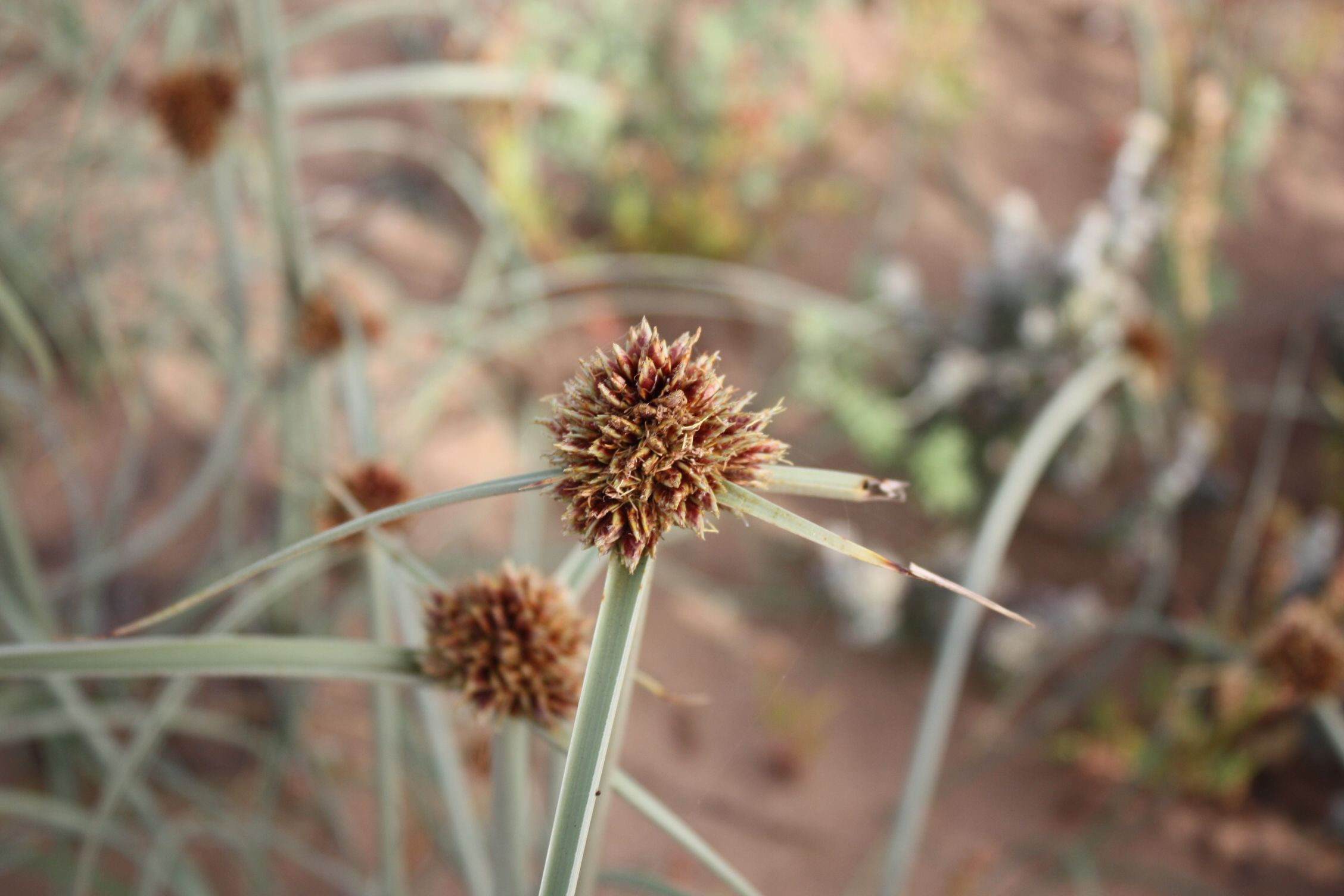
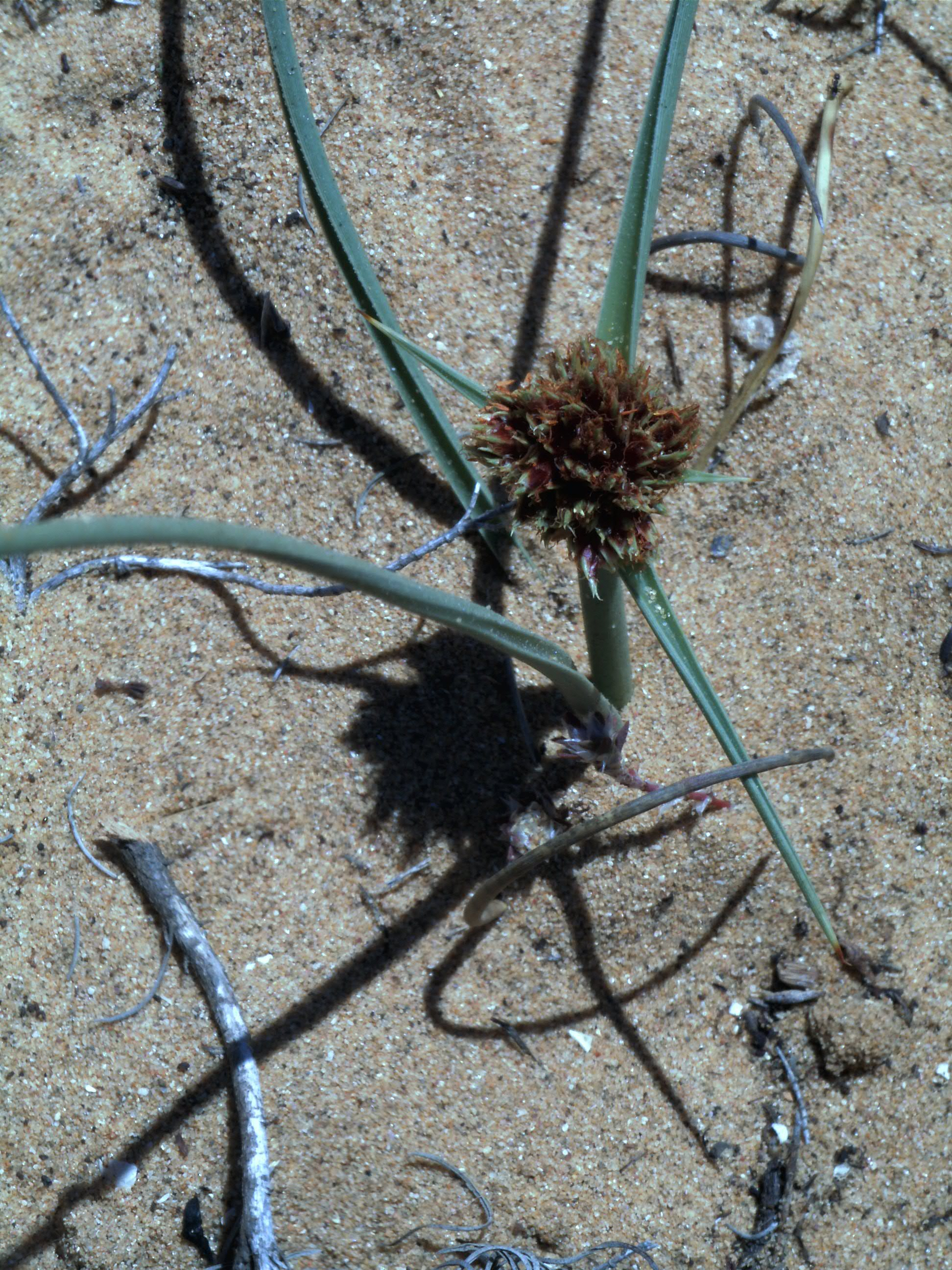
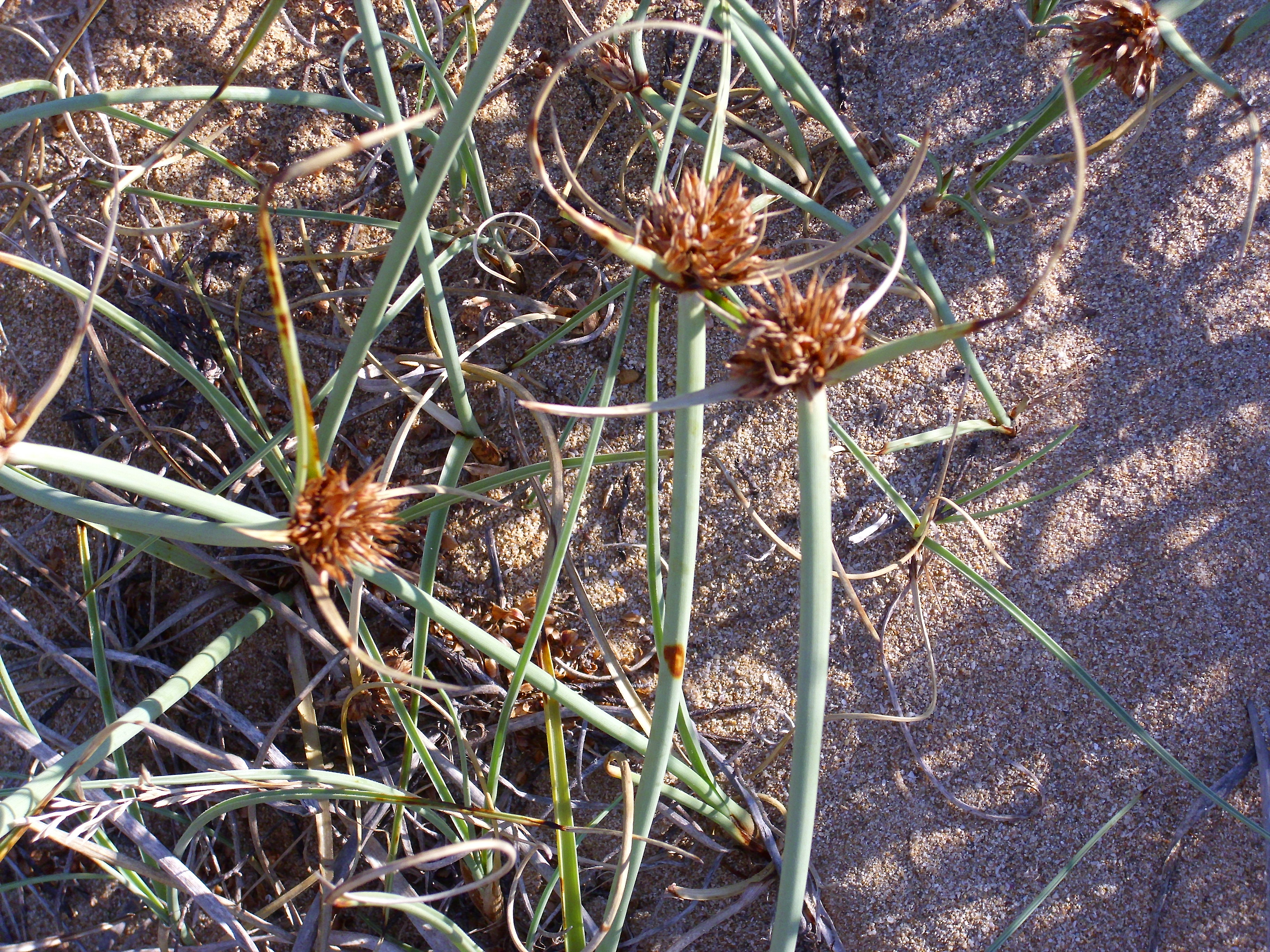
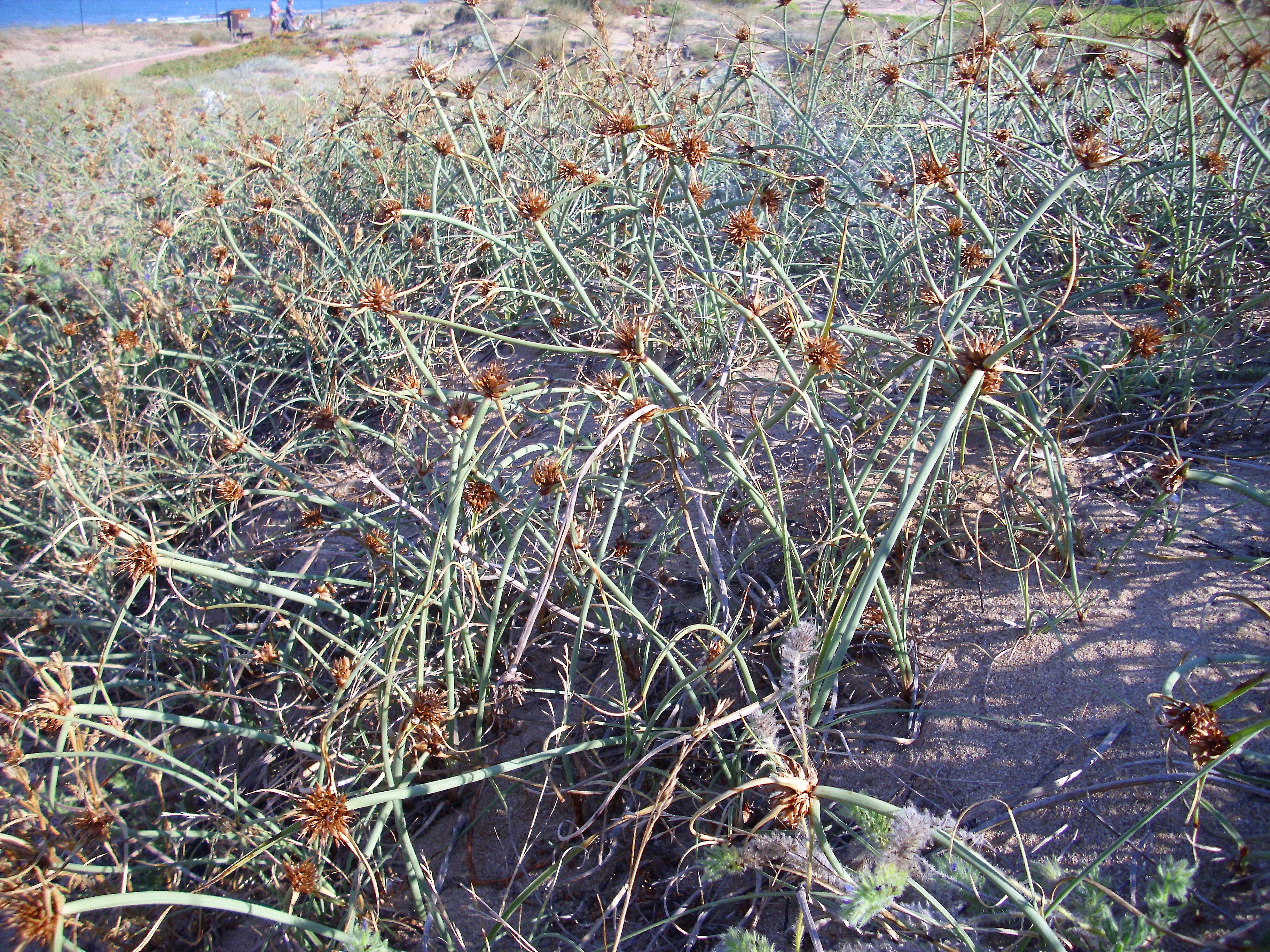